# Donny Warmerdam
Donny Warmerdam (Sassenheim, Países Bajos, 2 de enero de 2002) es un futbolista neerlandés que juega de centrocampista en el De Graafschap de la Eerste Divisie.

## Estadísticas

### Clubes
Actualizado al último partido disputado el 8 de noviembre de 2024.
| Club                         | Div.          | Temporada     | Liga  | Liga  | Copas nacionales | Copas nacionales | Copas internacionales | Copas internacionales | Total | Total |
| Club                         | Div.          | Temporada     | Part. | Goles | Part.            | Goles            | Part.                 | Goles                 | Part. | Goles |
| ---------------------------- | ------------- | ------------- | ----- | ----- | ---------------- | ---------------- | --------------------- | --------------------- | ----- | ----- |
| Jong Ajax · Países Bajos     | 2.ª           | 2020-21       | 22    | 0     | —                | —                | —                     | —                     | 22    | 0     |
| Jong Ajax · Países Bajos     | 2.ª           | 2021-22       | 24    | 0     | —                | —                | —                     | —                     | 24    | 0     |
| Jong Ajax · Países Bajos     | 2.ª           | 2022-23       | 36    | 5     | —                | —                | —                     | —                     | 36    | 5     |
| Jong Ajax · Países Bajos     | Total club    | Total club    | 82    | 5     | 0                | 0                | 0                     | 0                     | 82    | 5     |
| De Graafschap · Países Bajos | 2.ª           | 2023-24       | 39    | 4     | 2                | 0                | —                     | —                     | 41    | 4     |
| De Graafschap · Países Bajos | 2.ª           | 2024-25       | 13    | 2     | 1                | 0                | —                     | —                     | 14    | 2     |
| De Graafschap · Países Bajos | Total club    | Total club    | 52    | 6     | 3                | 0                | 0                     | 0                     | 55    | 6     |
| Total carrera                | Total carrera | Total carrera | 134   | 11    | 3                | 0                | 0                     | 0                     | 137   | 11    |